# Compsobuthus vannii
Espèce
Compsobuthus vannii est une espèce de scorpions de la famille des Buthidae.

## Distribution
Cette espèce est endémique de Djibouti.

## Systématique et taxinomie
Cette espèce a été décrite par Andrea Rossi (d) en 2017.

## Publication originale
- (it) Rossi, 2017 : « Complementi alla fauna del Corno d’Africa: famiglia Buthidae C. L. Koch, 1837 (Scorpiones), con la descrizione di tre nuove specie. » Arachnida - Rivista Aracnologica Italiana, vol. 9, p. 2–11.